# Bill Chadwick
Pour les articles homonymes, voir Chadwick.
Temple de la renommée : 1964
Temple de la renommée américain : 1974
Bill Chadwick (New York, 10 octobre 1915 – New York, 24 octobre 2009) était un arbitre américain de hockey sur glace qui officiait dans la Ligue nationale de hockey.

## Biographie
À 19 ans, alors qu'il entre sur la glace pour disputer un match, il reçoit un tir dans l'œil droit qui lui fait perdre définitivement la vision de ce côté. Quelques mois plus tard, un choc sur l'œil gauche l'aveugle temporairement et il décide de raccrocher les patins par peur de perdre son seul œil valide.
Alors qu'il assiste en tant que spectateur à un match, Tommy Lockhart président de l'Eastern Amateur Hockey League lui demande de venir officier en remplacement de l'arbitre absent. Il devient ensuite arbitre régulier de la ligue et se fait remarquer par Red Dutton, président des Americans de New York qui le recommande à Frank Calder, président de la LNH.
Il y débute en 1939. C'est lui qui invente les signaux visibles pour informer les spectateurs des fautes sifflées. Il prend sa retraite en 1955 après plus de 1 000 matchs arbitrés.
En 1964, il est élu au temple de la renommée du hockey.
En 1965, il devient commentateur pour les matchs des Rangers de New York, poste qu'il occupe jusqu'en 1987. C'est durant cette période qu'il obtient le surnom de The Big Whistle (en français : le grand sifflet).
En 1974, il est élu au Temple de la renommée du hockey américain.
Il décède le 24 octobre 2009 à l'âge de 94 ans.